# Dave Mason (album)
Dave Mason è il quarto album in studio dell'omonimo cantante, pubblicato nel 1974.

## Descrizione
Il quarto lavoro del frontman dei Traffic è un'opera che contamina il rock tradizionale con venature pop. Mason, rispetto agli album precedenti, sperimenta più su canoni commerciali, allontanandosi dal tradizionale blues che lo ha contraddistinto fino a questo momento. I critici classificano il disco nel filone yacht, nato intorno agli anni Settanta e sviluppatosi grazie a Christopher Cross, i cui rimandi sono evidenti.
All'interno del long play sono presenti alcuni brani reinterpretati, fra cui spicca il singolo All Along the Watchtower.

## Tracce
Lato A
1. Show Me Some Affection – 4:14
2. Get Ahold On Love – 2:41
3. Every Woman – 2:58
4. It Can't Make Any Difference To Me – 2:15 (testo: Lane Tietgen)
5. All Along the Watchtower – 4:03 (testo: Bob Dylan)

Lato B
1. Bring It On Home to Me – 4:14 (testo: Sam Cooke)
2. Harmony and Melody – 3:35
3. Relation Ships – 5:03
4. You Can't Take It When You Go – 4:08

## Formazione
- Dave Mason - voce, chitarra
- Mike Finnigan - tastiere, coro
- Bob Glaub - basso
- Rick Jaeger - batteria
- Jim Krueger - chitarra, coro